# 5013-as busz
Az 5013-es jelzésű autóbuszvonal helyközi autóbuszjárat Szeged és Makó között, melyet a Volánbusz Zrt. lát el.

## Közlekedése
A járat Szegedet és Makót köti össze. Menetideje 37-47 perc útvonaltól függően. A járatok Szeged és Maroslele között az M43-as autópályán közlekednek. Makó felé 15 járat, Szeged felé 8 járat közlekedik, közülük 6 járatpár érinti Maroslelét. A járatok többsége munkanapokon közlekedik.
2024. December 15-től az 5188-asként járó buszjárat Maroslele Tulipán utca, meg Kossuth utca megállóhelyeken is megfog állni, Makóról a 13:30-as buszjárat a Kossuth utcánál, meg a Tulipán utcánál is meg fognak állni.
Illetve 16:00-tól is lesz buszjárat Makóról Szegedre. Menetrend változás 2024. December 15-től (Volánbusz)

## Megállóhelyei
| 0 | 0 | Szeged, autóbusz-állomás végállomás | 9 | 5 | 5, 6, 9, 19 7F, 21, 60, 60Y, 64, 67, 67Y, 70, 71, 71A, 72, 72A, 73, 73Y, 74, 74Y, 75, 76, 76Y, 77, 77A, 77Y, 78, 78A, 79H 600, 1374, 1375, 1441, 1486, 1503, 1504, 1506, 1507, 1510, 1512, 1513, 1515, 1516, 1517, 1518, 1652 4990, 5000, 5001, 5002, 5003, 5004, 5005, 5007, 5010, 5011, 5012, 5015, 5016, 5017, 5018, 5019, 5020, 5021, 5022, 5023, 5024, 5025, 5030, 5031, 5032, 5033, 5034, 5035, 5040, 5041, 5042, 5043, 5044, 5045, 5046, 5047, 5049, 5050, 5054, 5055, 5056, 5058, 5059, 5060, 5061, 5062, 5063, 5064, 5066, 5070, 5071, 5075, 5076, 5109, 5112, 5160, 5187, 5188, 5189, 5190, 5284, 5328, 5329, 5362, 5369 |
| 1 | 1 | Szeged, Brüsszeli körút             | 8 | 4 | 10 3, 3F, 4 20, 24, 73, 73Y, 74, 74Y, 77, 77A, 77Y 1374, 1375, 1441, 1486, 1515, 1516 5003, 5004, 5005, 5007, 5010, 5011, 5012, 5017, 5018, 5019, 5021, 5160, 5187, 5188 |
| 2 | 2 | Szeged, Budapesti körút             | 7 | 3 | 3, 3F, 4 77, 77A, 77Y, 84, 90, 90F, 90H 1374, 1375, 1441, 1486, 1515, 1516 4990, 5003, 5004, 5005, 5007, 5010, 5011, 5012, 5017, 5018, 5019, 5021, 5160, 5187, 5188 |
| 3 | ∫ | Maroslele, kultúrház                | 6 | ∫ | 1094 5012, 5019, 5021, 5105, 5167, 5188 |
| 4 | 3 | Makó, Kölcsey utca                  | 5 | 2 | 5015, 5017, 5018, 5019, 5020, 5021, 5022, 5023, 5187, 5188, 5189, 5190 |
| 5 | 4 | Makó, Szegedi utcai ABC             | 4 | 1 | 5015, 5017, 5018, 5019, 5020, 5021, 5022, 5023, 5187, 5188, 5189, 5190 |
| 6 | 5 | Makó, autóbusz-állomás végállomás   | 3 | 0 | 5 1094 5015, 5017, 5018, 5019, 5020, 5021, 5022, 5023, 5105, 5167, 5169, 5183, 5184, 5187, 5188, 5189, 5190 |
|   | 6 | Makó, Református templom            | 2 |   | 5 5015, 5019, 5020, 5021, 5022, 5167, 5169, 5183, 5184 |
|   | 7 | Makó, MEDICOR                       | 1 |   | 5 5015, 5019, 5020, 5021, 5022, 5167, 5169, 5184 |
|   | 8 | Makó, Ipari Park végállomás         | 0 |   | 5 5015 |